# Корк (аеропорт)
Аеропорт Корк (англ. Cork Airport, ірл. Aerfort Chorcaí, (IATA: ORK, ICAO: EICK)) — міжнародний аеропорт поблизу міста Корк на півдні Ірландії. Аеропорт знаходиться за 6,5 км від міста Корк та 2 км від присілку Баллігарван.

## Історія
Принципову згоду на будівництво аеропорту поблизу Корка було дано урядом Ірландії в 1957 році. Після пошуків з метою вибору підходящого місця, було затверджено будівництво поблизу присілку Баллігарван. В 1959 році був проведений тендер на будівництво аеропорту, загальний бюджет склав 1 мільйон фунтів. Уже в 1961 році аеропорт Корк був урочисто відкритий і почав обслуговувати рейси авіакомпаній Aer Lingus і Cambrian Airways, за перший рік пасажирообіг склав 10172 осіб, що близько до щоденної пропускної спроможності аеропорту в 2007 році.
В 1976—1978 роках аеропорт було реконструйовано, були побудовані нові холи, новий офісний комплекс, оновлено інформаційне табло.

## Термінал
Головний термінал аеропорту Корк має декілька крамниць та кав'ярен, які знаходяться як до, так і після проходження зони контролю, та пункт обміну валют. Термінал має вісім гейтів, два з яких мають телетрапи. На всій території терміналу доступний бездротовий доступ до Інтернету.
Є два готелі, розташовані поруч з пасажирським терміналом, «Cork International Hotel», який розташований у бізнес-парку, та «Cork Airport Hotel», який знаходиться навпроти терміналу на території аеропорту.

## Бізнес-парк
У жовтні 1998 року в аеропорту було розроблено бізнес-парк площею 9,3 га. Станом на 2017 рік у бізнес-парку було понад 50 компаній-орендарів, включаючи Amazon, IBM, BNY Mellon, Logitech, Nuix, McKesson та Aviva.

## Авіалінії та напрямки
| Авіакомпанія                  | Пункт призначення |
| ----------------------------- | --- |
| Aer Lingus                    | Амстердам, Лансароте, Лісабон, Лондон-Хітроу, Малага, Париж-Шарль де Голль Сезонний: Аліканте, Барселона, Дубровник (з 4 травня 2019), Фару, Гран-Канарія, Мюнхен, Ніцца (з 17 квітня 2019), Пальма-де-Мальорка, Тенерифе-Південний Сезонний чартер: Зальцбург                                                                          |
| Aer Lingus Regional           | Бірмінгем, Бристоль, Единбург, Глазго, Манчестер, Саутгемптон Сезонний: Корнуолл, Ренн |
| Air France                    | Париж-Шарль де Голль |
| AlbaStar                      | Сезонний чартер: Пальма-де-Мальорка |
| Flybe                         | Кардіфф |
| Iberia Express                | Сезонний: Мадрид |
| Norwegian Air Shuttle         | Сезонний: Провіденс |
| Ryanair                       | Будапешт (з 4 квітня 2019), Фару, Гданськ, Гран-Канарія, Лансароте, Ліверпуль, Лондон-Гатвік, Лондон-Лутон, Лондон-Станстед, Малага, Мальта (з 4 квітня 2019), Познань (з 2 квітня 2019), Тенерифе-Південний, Вроцлав Сезонний: Аліканте, Бордо, Каркассонн, Мілан-Бергамо, Жирона, Неаполь (з 2 червня 2019), Пальма-де-Мальорка, Реус |
| Swiss International Air Lines | Сезонний: Цюрих |
| TUI Airways                   | Сезонний чартер: Реус (з 21 травня 2019) |
| Volotea                       | Сезонний: Верона Сезонний чартер: Пальма-де-Мальорка |

## Статистика
| Рік  | Пасажирообіг | Вантажообіг (тонн) | Авіатрафік |
| ---- | ------------ | ------------------ | ---------- |
| 2017 | 2.308.507    |                    | 43.135     |
| 2016 | 2.230.564    | 15                 | 50.912     |
| 2015 | 2.071.210    | 247                | 42.374     |
| 2014 | 2.144.476    | 661                | 41.074     |
| 2013 | 2.258.006    | 651                | 43.790     |
| 2012 | 2.340.115    | 700                | 49.138     |
| 2011 | 2.361.947    | 800                | 48.061     |
| 2010 | 2.425.131    | 800                | 48.366     |
| 2009 | 2.769.048    | 900                | 52.718     |
| 2008 | 3.258.639    | 4.000              | 61.876     |
| 2007 | 3.180.259    | 5.500              | 70.961     |
| 2006 | 3.010.575    | 7.200              | 64.982     |
| 2005 | 2.729.906    | 7.000              | 62.874     |
| 2004 | 2.254.251    | -                  | 53.144     |
| 2003 | 2.182.157    | 13.720             | 54.267     |
| 2002 | 1.874.447    | 12.852             | 44.916     |
| 2001 | 1.775.817    | 11.743             | 50.581     |
| 2000 | 1.680.160    | 10.894             | 50.344     |
| 1999 | 1.501.974    | 11.047             | 43.112     |
| 1998 | 1.315.224    | 12.818             | 37.742     |

## Наземний транспорт

### Автобус
Bus Éireann обслуговує аеропорт на декількох маршрутах від центру міста (включаючи маршрути № 226 і 226А), з Кінсейла (226) і сезонно від Кенмара (252). CityLink Ireland та Bus Éireann здійснюють автобусне сполучення з аеропортом з Голуей через Лімерик.

### Автівка
Аеропорт Корк розташований за 7,5 км від центру міста Корк на південному кінці автостради N27